# كلوتن (سويسرا)
كلوتن (بالألمانية: Kloten) هي بلدية ضمن مقاطعة بولاخ في كانتون زيورخ، سويسرا.

## المدن التوأمة
- كيب كانفرال،  الولايات المتحدة

## أعلام
- داميان برونر
- تشاريل تشابويس